# Renga
Renga (連歌, poema encadeado ou colaborativo) refere-se a um género  de poesia colaborativa japonesa. Renga consiste em pelo menos dois ku (句) ou estâncias. A estrofe primeira do renga, designada hokku (発句) tornou-se a base para a moderna forma de poesia haiku. Dois dos famosos mestres de renga foram o sacerdote budista Sōgi (1421-1502) e Matsuo Bashō (1644-1694).
Os assuntos abordados neste gênero poético são geralmente associados com a natureza, estações do ano, amor, ou sobre a vida cotidiana.
Datasse no fim da era Heian o renga (gênero de poesia japonesa). Esse gênero viria a se desenvolver lá pela idade média. O hábito de compor o Renga era levado como um hobby ou passatempo, diferente do waka (“poema japonês” associado a uma forma de arte apropriada à vontade divina).
A primeira “idade de ouro” do poema encadeado surgiu na era do regente Nijō Yoshimoto (1320-1388)